# Mikro giustii
Mikro giustii is een slakkensoort uit de familie van de Skeneidae. De wetenschappelijke naam van de soort is voor het eerst geldig gepubliceerd in 1989 door Bogi & Nofroni.